# The Videos 2
The Videos 2 je VHS avstralske pevke Kylie Minogue. Kolekcijo videospotov so novembra 1989 izdali na Japonskem, v Združenem kraljestvu in Avstraliji.

## Seznam pesmi
| Št. | Naslov                                        | Dolžina |
| --- | --------------------------------------------- | ------- |
| 1.  | „It's No Secret‟ (videospot)                  |         |
| 2.  | „Hand on Your Heart‟ (alternativni videospot) |         |
| 3.  | „Wouldn't Change a Thing‟ (videospot)         |         |
| 4.  | „Never Too Late‟ (videospot)                  |         |

## Formati
| Format | Država           | Številka kataloga | Založba  |
| ------ | ---------------- | ----------------- | -------- |
| VHS    | Velika Britanija | VHF9              | PWL      |
| LD     | Japonska         | ALLB-1            | PWL      |
| VHS    | Japonska         | ALVB-1            | PWL      |
| VHS    | Avstralija       | V81111            | Mushroom |